# Brit Awards de 2004
O Brit Awards de 2004 foi a 24ª edição do maior prêmio anual de música pop do Reino Unido. Eles são administrados pela British Phonographic Industry e tiveram lugar no dia 17 de fevereiro de 2004 no Earls Court em Londres. A edição foi marcada por várias vitórias da banda de rock The Darkness. Eles ganharam o primeiro prêmio de Artista Britânico de Rock já apresentado no BRIT Awards. Este ano foi a última apresentação do prêmio Artista Dance Britânico. A cerimônia, quando transmitida, atraiu 6,18 milhões de telespectadores.

## Performances
- Beyoncé – "Crazy in Love"
- The Black Eyed Peas – "Shut Up"
- Busted – "Teenage Kicks"
- Jamie Cullum & Katie Melua – "The Love Cats"
- The Darkness – "I Believe in a Thing Called Love"
- Duran Duran – "Hungry Like the Wolf"
- 50 Cent – "In da Club"
- Alicia Keys & Gwen Stefani, Missy Elliott – "Kiss" (Prince & The Revolution)
- Muse – "Hysteria"
- Outkast – "Hey Ya!"

## Vencedores e nomeados
| Álbum Britânico do Ano (apresentado por Scarlett Johansson)                                                                                                | Single Britânico do Ano (apresentado por Neil Fox) |
| --- | --- |
| - The Darkness – Permission to Land - Blur – Think Tank - The Coral – Magic and Medicine - Daniel Bedingfield – Gotta Get thru This - Dido – Life for Rent | - Dido – "White Flag" - Gareth Gates – "Spirit in the Sky" - Jamelia – "Superstar" - Mis-Teeq – "Scandalous" - Rachel Stevens – "Sweet Dreams My LA Ex"                |
| Artista Solo Masculino Britânico (apresentado por Kerry Katona)                                                                                            | Artista Solo Feminina Britânica (apresentado por Ronan Keating) |
| - Daniel Bedingfield - Badly Drawn Boy - David Bowie - Dizzee Rascal - Will Young                                                                          | - Dido - Amy Winehouse - Annie Lennox - Jamelia - Sophie Ellis-Bextor                                                                                                  |
| Grupo Britânico (apresentado por Ronan Keating) | Melhor Revelação Britânica (apresentado por Chris Moyles) |
| - The Darkness - Busted - The Coral - Radiohead - Sugababes                                                                                                | - Busted - The Darkness - Dizzee Rascal - Jamie Cullum - Lemar |
| Artista Dance Britânico (apresentado por Dermot O'Leary)                                                                                                   | Artista Pop Britânico (apresentado por Leigh Francis) |
| - Basement Jaxx - Goldfrapp - Groove Armada - Kosheen - Lemon Jelly                                                                                        | - Busted - The Black Eyed Peas (Estados Unidos) - Christina Aguilera (Estados Unidos) - Daniel Bedingfield - Justin Timberlake (Estados Unidos)                        |
| Artista Urbano Britânico (apresentado por N.E.R.D) | Artista Britânico de Rock (apresentado por Jamelia) |
| - Lemar - Amy Winehouse - Big Brovaz - Dizzee Rascal - Mis-teeq                                                                                            | - The Darkness - Feeder - Muse - Primal Scream - Stereophonics |
| Contribuição Excepcional para a Música (apresentado por Justin Timberlake)                                                                                 | Álbum Internacional (apresentado por Gwen Stefani & Tony Kanal) |
| - Duran Duran | - Justin Timberlake – Justified - Beyoncé – Dangerously in Love - Christina Aguilera – Stripped - Outkast – Speakerboxxx/The Love Below - The White Stripes – Elephant |
| Artista Solo Masculino Internacional (apresentado por Shania Twain)                                                                                        | Artista Solo Feminina Internacional (apresentado por LL Cool J) |
| - Justin Timberlake - 50 Cent - Beck - Damien Rice - Sean Paul                                                                                             | - Beyoncé - Alicia Keys - Christina Aguilera - Kylie Minogue - Missy Elliott                                                                                           |
| Grupo Internacional (apresentado por Lionel Richie) | Melhor Revelação Internacional (apresentado por Alicia Keys) |
| - The White Stripes - The Black Eyed Peas - Kings of Leon - Outkast - The Strokes                                                                          | - 50 Cent - Evanescence - Kings of Leon - Sean Paul - The Thrills |